# Обсерватория Университета Коломбо
Обсерватория Колумбийского университета — астрономическая обсерватория, основанная при Университете Коломбо (англ.) в 1920 году на Шри-Ланке. Основной инструмент обсерватории — 32-см рефлектор. В 1940-х и в 1950-х годах обсерватория находилась в заброшенном состоянии. Обсерватория была восстановлена в 1960-х годах, а во время восстания в 1987—1989 годов часть деталей основного инструмента обсерватории были украдены.